# Erik Rydvall
Erik Olof Rydvall, född 8 april 1983 i Lycksele församling, Västerbottens län, är en svensk nyckelharpist.
Rydvall var med och bildade folkmusikgruppen Nordic i Stockholm 2004. 
Nordic släppte skivan Metropol 2009. Nordics andra skiva Hommage 2012 mottogs med öppna armar av den svenska kritikerkåren 
Rydvall spelar sedan 2011 tillsammans med den norska hardingfelespelmannen Olav Luksengård Mjelva. Duon släppte i april 2013 skivan Isbrytaren på det norska skivbolaget Grappa/Heilo. Skivan fick fin kritik från svenska recensenter  . Isbrytaren fick även pris som årets album i kategorin "Traditionellt samspel" vid Folklarmprisen i september 2013. 

## Diskografi
Nordic
- 2008 – Metropol
- 2012 – Hommage

Rydvall/Mjelva
- 2013 – Isbrytaren
- 2016 – Vårdroppar
- 2019 – Vårvindar friska